# Срж надбубрежне жлезде
Срж надбубрежне жлезде (lat. medulla glandulae suprarenalis) налази се у унутрашњости надбубрежне жлезде и окружена је кортексом, односно кором надбубрежне жлезде. Чини 1/10 ове жлезде. Функционално представља модификовани симпатикусни ганглион.

## Грађа
Срж надбубрежне жлезде је изграђена од два типа ћелија: медулоцита и ганглијских ћелија. 
Медулоцити су главна популација сржи надбубрега, задужена за синтезу катехоламина. Други назив за њих је хромафине или феохромне челије јер садрже грануле које се боје солима хрома. Њихова улога је у формирању стубова, који су одвојени венским синусима, у које се излучују адреналин и норадреналин. 
Ганглијске ћелије су смештене између медулоцита и распоређене су у малим групама.

## Хормони сржи надбубрежне жлезде
Хормони сржи надбубрега припадају групи катехоламина. Полазна супстанца за њихову синтезу је аминокиселина тирозин. Катехоламини који се луче у сржи надбубрега су:
- адреналин
- норадреналин

### Улога хормона
Адреналин и норадреналин представљају неуротрансмитере чија се функција поистовећује са функцијом симпатичког нервног система. Ова два хормона се луче током физичке активности или у стресним ситуацијама, те припремају огранизам за одбрану или бекство. Они инхибитују (успоравају) или ексцитују (убрзавају) рад одређених органа. Ови хормони подстичу бржи рад срца, повећавају крвни притисак, шире зенице, итд. Лучење хормона надбубрежне жлезде регулише штитна жлезда.

## Поремећаји
Губитак функције сржи надбубрежне жлезде обично не изазива озбиљне здравствене проблеме код људи, међутим хиперфункција доводи до озбиљних поремећаја. Болести сржи надбубрежне жлезде су у вечини случајева повезане са туморима, који су у 95% случајева доброћудни. Најчешћи је феохромоцитом, тумор који је узрок повећаног лучења адреналина и норадреналина. Код одраслих оособа овај најчешће бенигни тумор узрокује изненадне нападе јако повишеног крвног притиска, док је код деце стално повишен. Поред хипертензије, од симптома се јављају и главобоље, убрзан срчани рад (тахикардија), знојење и црвенило коже.